# Oranger du Portugal
Variété
Classification phylogénétique
L'Oranger du Portugal ou Portugalié était le nom générique donné à l'oranger à fruit doux, ou oranger de Chine, qui aurait été introduit en Europe au XVe siècle et largement diffusé par les Portugais. Son fruit, l'orange du Portugal a été longtemps synonyme d'orange douce du groupe des oranges communes.

## Histoire
Il existe une Laranja de Ermelo orange d'Ermelo, petit fruit sucré, asperme et très juteux qui - sans source disponible au dire la Direction de l'Agriculture - aurait été introduite à Ermelo (municipalité d'Arcos de Valdevez) au XIIIe siècle.
Joseph Pitton de Tournefort (1717) écrit dans son Voyage au Levant «On ne cultive au Portugal que cette excellente espèce d'Oranger connue par toute l'Europe, sous le nom d'Oranger de Portugal, et que les Portugais nomment Oranger de la Chine: on ne la connaît pas en Candie [Crète], ni dans le reste de la Turquie [ ]. L'Orange ordinaire du Levant est la grosse Orange douce, ou plutôt fade, couverte d'une écorce épaisse, amère et comme spongieuse» . Francesco Zucchi (1726) écrit qu'il existe « Deux variétés, qui les divisent en d'autres, l'une les oranges du Portugal proprement dites qui ne sont pas bien définies par certains, fruit commun... celui que P. Ferrari appelle Arancio di Libona et que Rajo et Volcamer appellent Arancio della China, il fut amené en Europe de Chine, et sous ce nom il est connu en Hollande, en Angleterre, et dans tout le Nord - La seconde est l'Orange du Brésil transportée au Portugal, et de là en Italie, et donc appelée Portugal... légèrement ronde et allongée, légèrement douce et sucrée, avec une agréable pointe d'amertume ».
En 1774, l'Encyclopédie mentionne comme une espèce d'orange: «Aurantium Ulyssiponense Ferrarii. L'oranger de Portugal. Cet arbrisseau, originaire de la Chine, est commun en Portugal. Son fruit a une saveur douce».
Les sources portugaises sont discordantes sur l'introduction. Ce serait en 1548 que des oranges douces appelées Laranja de China et Arancia di Portogallo par les italiens auraient été introduites depuis la Chine. Ou en 1635 par D. Francisco Mascarenhas (gouverneur Général de Macao) qui la plante à Lisbonne dans le jardin du Comte Saint Michel.
En 1811, Gaetano Savi donne les synonymes: «Arancio dolce. Arancio di Portogallo. Oranger doux» et Gallesio (variété n°XXX) «Oranger à fruit doux ou de Portugal. Arancio dolce: Portogallo. Arancio di Portogallo. Tard. Inst. Bott. t. 3, p. 167. Oranger doux. Enc.». Risso (1818) le nomme Oranger de Majorque et écrit que c'est à Paris où l'arbre est cultivé qu'il est appelé oranger du Portugal. Gustave Heuzé (1895) distingue la variété par son gros fruit doux, très parfumé, sensible au froid et mentionne une orange d'Oporto. En effet, Théophile de Valcourt, (1865) qui la nomme Citrus Aurantium Lusitanicum avait écrit que toutes les oranges du Portugal avaient gelé en janvier 1820 et avaient été recepées.
Après 1900 le terme orange du Portugal devient plus rare dans les sources écrites numérisées. En 1912 le Dr Trabut donne comme un classement sans source scientifique: d'une part un type oranger du Portugal ou d'Espagne et un d'autre part un oranger d’Orient et de Malte qui comprend les sanguines et les Navel (le climat portugais ne se prête pas à la culture des oranges sanguines).

## Rôle du Portugal dans la diffusion de l'orange douce

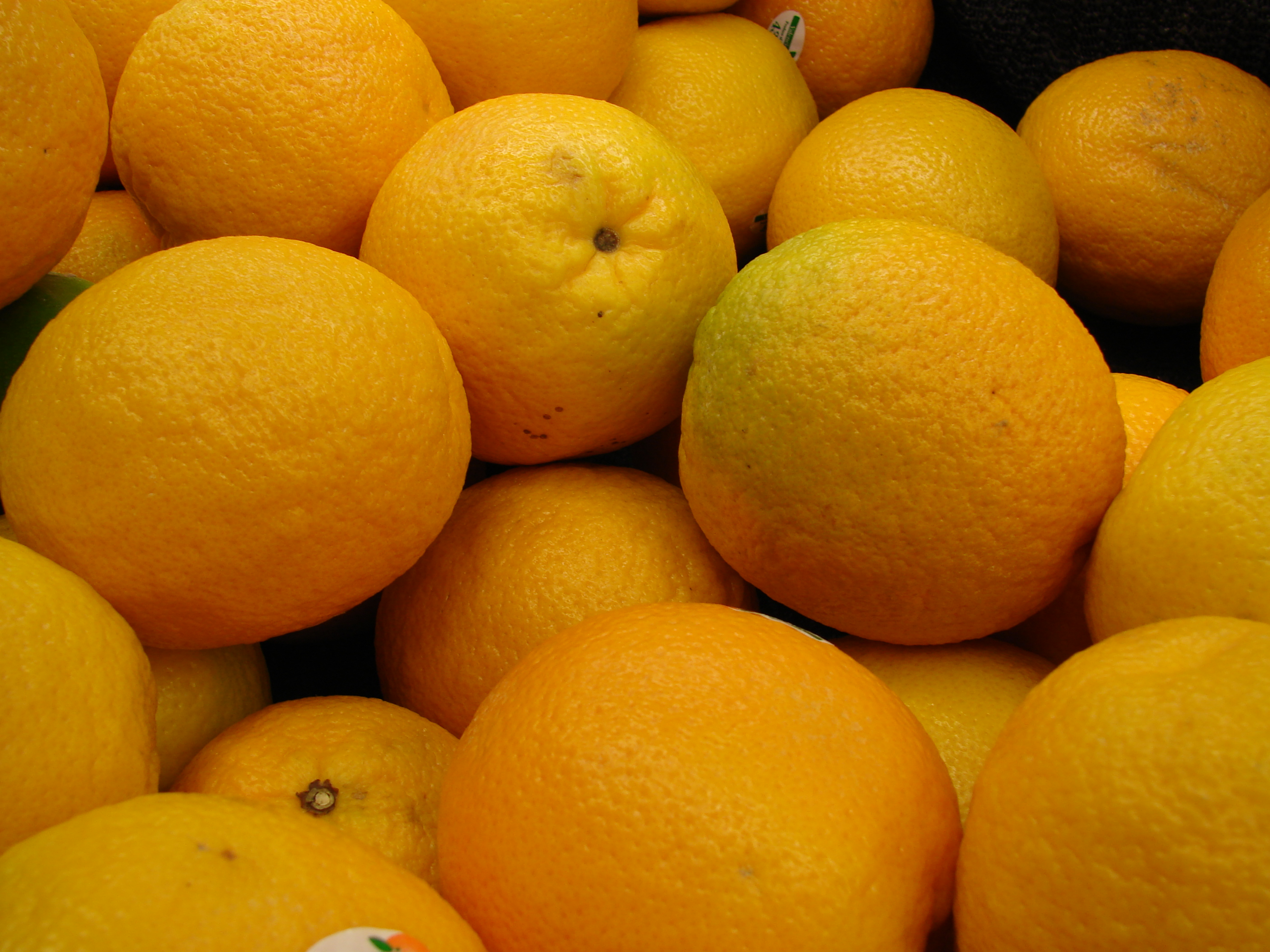
Orange douce

Le Portugal a été un gros producteur d'oranges douces, il en a diffusé le fruit et la plante. Il est encore le 4eme pays producteur de l'UE en 2020 (5.2% de la production européenne) mais mondialement non significatif.
En 1860, le Portugal expédiait 17 millions d'oranges (gros fruits) vers l'Angleterre. En 1895, Charles Baltet, donne une production totale de 250 millions d'oranges douces. Les principales régions productrices étaient les Açores avec São Miguel, Fayal et Terceira, et Lisbonne et Setúbal. Il existe un cultivar Setúbal d'orange douce devenu rare. Au Portugal continental le Larousse de 1866 indique qu'on récolte beaucoup d'oranges de la meilleure qualité à Colares et Setubal, dans l'Estramadure; à Condeixa, à Grijo et Coïmbra, dans la Beira; à Vidiguera dans l'Alentejo; dans l'Algarve. Les Archivo dos Açores (1881) pose la question: s'agit-il des oranges de Chine ? une tradition locale dit que oui.

### Phylogénie de l'orange commune
D'après les chercheurs italiens (2023) «Le groupe variétal le plus répandu d'orange commune, la 'Valencia' est probablement issu d'un plant nucellaire de la variété 'Selecta' et trouvé au Portugal au XIXe siècle».

### Onomastique
Dans de nombreuses langues méditerranéennes et d'Asie occidentale, orange (fruit) se dit Portugal: en arabe البرتقال (alburtuqal), en azéri portağal, en géorgien ფორთოხალი (portokhali), en grec Πορτοκάλι (portokáli), en kurde porteqalî, en macédonien Портокалова (portokalova), en turque portakal.

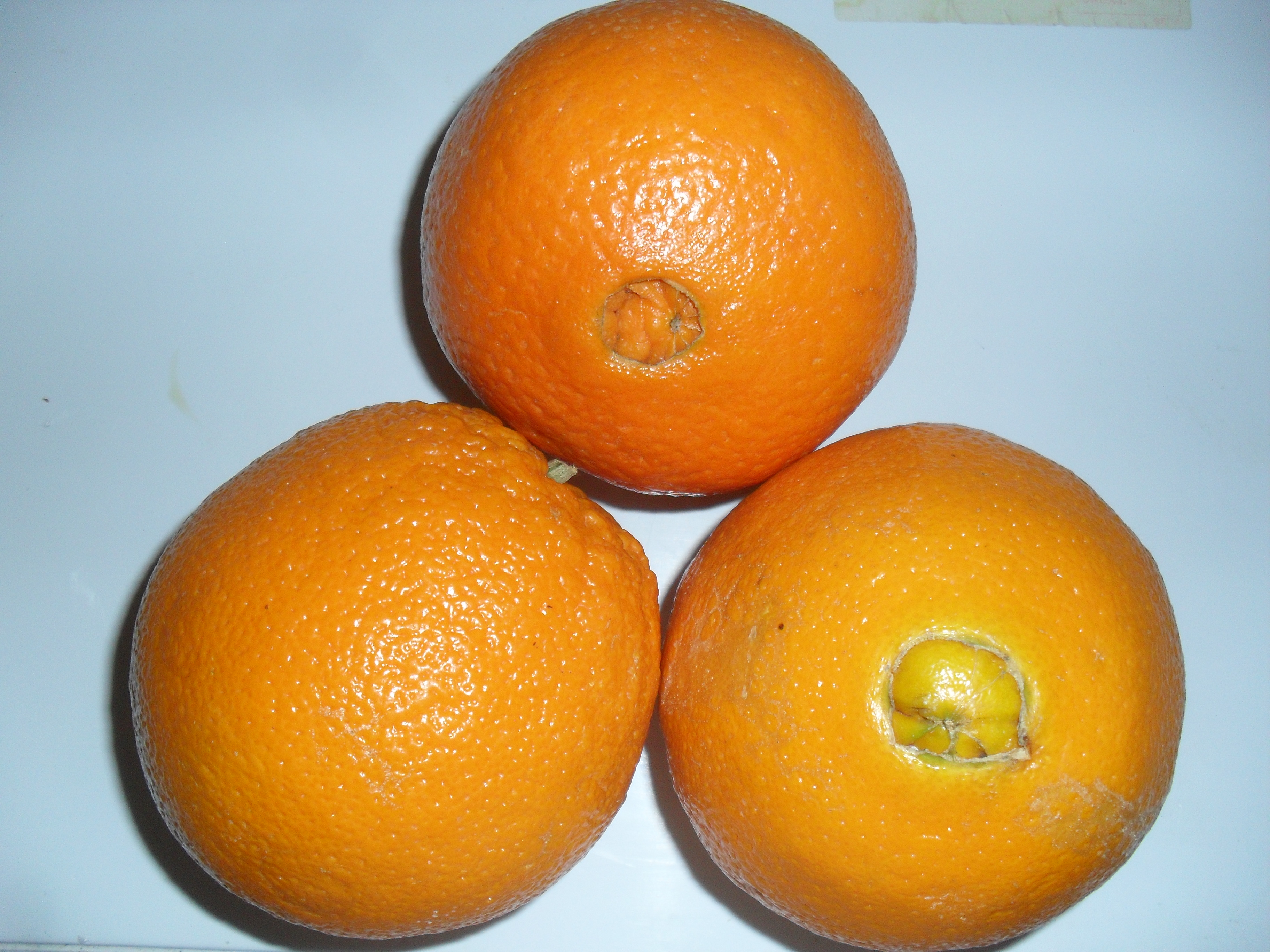
Laranja da Baia (orange Navel)

### Monde lusophone

#### Orange commune
C'est un oranger des Açores qu'un pépiniériste anglais a mis à son catalogue en 1865 et nommé 'Excelsior'. Vers 1870, un lot de ces arbres a été introduit en Californie puis en Floride (1876) avec un cultivar qui se révèle tardif baptisé 'Rivers Late' devenu 'Valencia Late' quand un visiteur espagnol affirma qu'il s'agissait de Naranja tarde de Valencia. Valencia est l'orange commune la plus cultivée au monde (2023).
C'est du Portugal que l'orange Jaffa (Shamouti) aurait été introduite au Maroc.

#### Orange navel
On doit au verger brésilien une mutation asperme de l'orange du Portugal 'Selecta':  «Il s'était développé [entre 1810 et 1820], à Bahia, [bairro do Cabula, à Salvador, Etat de Bahia] sur un oranger du Portugal un rameau portant des fruits sans graines et présentant un apex ouvert avec une petite orange faisant hernie, simulant un nombril, d'où le nom de Naranja de Ombligo, que les Américains ont traduit par Orange Navel. Elle a donné naissance à des variétés très caractérisées». L'orange navel a été largement développée et sélectionnée en Californie (elle a donné Washington navel, Thomson Navel, Golden Nugget). Elle se nomme toujours Laranja-da-Bahia au Portugal où elle est fréquemment cultivée.

#### Orange sans acidité
L'orange sans acidité, à la saveur plate simplement sucrée est présente en Espagne (Sucreña), au Portugal et en Tunisie.

## Anthologie
- Pierre Jean-Baptiste Legrand d'Aussy, Histoire de la vie privée des Français. Paris  Ph.-D. Pierres. 1782[29].

« L'orange du Portugal dans le dernier siècle, était si estimée qu'elle faisait un présent digne d'être offert aux enfants des Rois. Monsieur me vint voir, dit dans ses Mémoires, la Duchesse de Montpensier me donna des oranges de Portugal. 
Molière faisant la description de la comédie qui fit partie des fêtes fameuses données à Versailles en 1668 par Louis XIV remarque, que d'abord on vit sur le théâtre une collation magnifique d'oranges de Portugal, et de toutes sortes de fruits dans trente-six corbeilles. »